# Tig és Leo
A Tig és Leo (eredeti cím: Leo &Tig) 2017-ben indult orosz televíziós 3D-s számítógépes animációs sorozat. A rendezői Nikolay Kozlov és Alexander Lutkevich, a zeneszerzői Sergey Bogolyubsky és Darya Stavrovich, a producere Tatiana Tsyvareva. A tévéfilmsorozat a Parovoz Animation Studio gyártásában készült. Műfaját tekintve kalandfilm-sorozat. Először 2016. szeptember 17-étől vetítették, Magyarországon 2018. december 31-étől az M2 sugározta.

## Szereplők
| Szereplő | Eredeti hang | Magyar hang    |
| -------- | ------------ | -------------- |
| Tig      |              | Baráth István  |
| Leo      |              | Szalay Csongor |
|          |              |                |

## Epizódok
| #   | #   | Eredeti cím      | Magyar cím          | Magyar premier     |
| --- | --- | ---------------- | ------------------- | ------------------ |
| 1.  | 1.  | Skin of the sun  | A Nap bundája       | 2018. december 31. |
| 2.  | 2.  | Mysterious Cave  | A rejtélyes barlang | 2019. január 1.    |
| 3.  | 3.  | Autumn in Taiga  | Ősz a tajgán        | 2019. január 2.    |
| 4.  | 4.  | Winter Tale      | Téli mese           | 2019. január 3.    |
| 5.  | 5.  | The Silver River | Az ezüst folyó      | 2019. január 4.    |
| 6.  | 6.  | Mysterious Cave  | A rejtélyes barlang | 2019. január 14.   |
| 7.  | 7.  |                  |                     |                    |
| 8.  | 8.  |                  |                     |                    |
| 9.  | 9.  |                  |                     |                    |
| 10. | 10. | The Red Deer     | A Vörös szarvas     | 2019. január 18.   |